# Woofer (social network)
Woofer è una rete sociale che offre servizi di macroblogging.
Il nome Woofer deriva dalla parola inglese woof che significa latrato. Woofer, infatti, nasce come parodia di Twitter (dall'inglese to tweet, cinguettare). Twitter permette ai propri utenti di scrivere messaggi testuali di massimo 140 caratteri mentre Woofer richiede che ogni messaggio abbia un minimo di 1400 caratteri.
Benché Woofer sia indipendente da Twitter si appoggia ad esso offrendo la possibilità agli utenti di Twitter di utilizzare il proprio profilo.